# Bernardo de Fresneda
Bernardo de Fresneda eigentlich Bernardo de Alvarado (* 1495 in Fresneda de la Sierra Tirón (Castilla y León); † 22. Dezember 1577 in Santo Domingo de la Calzada) war ein spanischer Franziskaner.
De Alvarado wurde in Fresneda de la Sierra in einer adligen Familie geboren, die nur über bescheidene Mittel verfügte. Sein Franziskanerhabit nahm er im Kloster von San Bernardino, in seinem Heimatdorf, entgegen.
Später wirkte er als Beichtvater des spanischen Königs Philipp II. als der König im Juli 1554 auf Brautfahrt nach England war, begleitete er und andere Geistliche den königlichen Tross.  De Fresneda war Bischof von Cuenca und von 1562 ab Mitglied des Consejo y Comisaría de Cruzada. Im Jahre 1571 wurde er zum Bischof von Córdoba geweiht, de Fresneda übernahm dieses Kirchenamt von Cristóbal de Rojas y Sandoval. Ab dem Jahre 1573 trat er dem Staatsrat, consejero de estado bei.
Im Jahre 1577 erwählte man ihn zum Erzbischof von Zaragoza, eine Funktion, die er aber nicht mehr ausführte. Er wurde in dem Kloster von San Francisco de Santo Domingo beerdigt.

## Werke
- Don Fray Bernardo de Fresneda, por la gracia de Dios y de la Sancta Yglesia de Roma, obispo de Cuēca, del Cōsejo de Estado de su Magestad y su confessor, commissario appostolico ... la instruction de la orden que mandamos se tenga y guarde por los commissarios, nuestros subdelegados y predicadores, thesoreros y receptores, y otras personas q̄ en qualquier manera entendieren en la administracion, presentacion, predicacion y cobrança de la dicha bulla. (1571)